# 몸울림악기

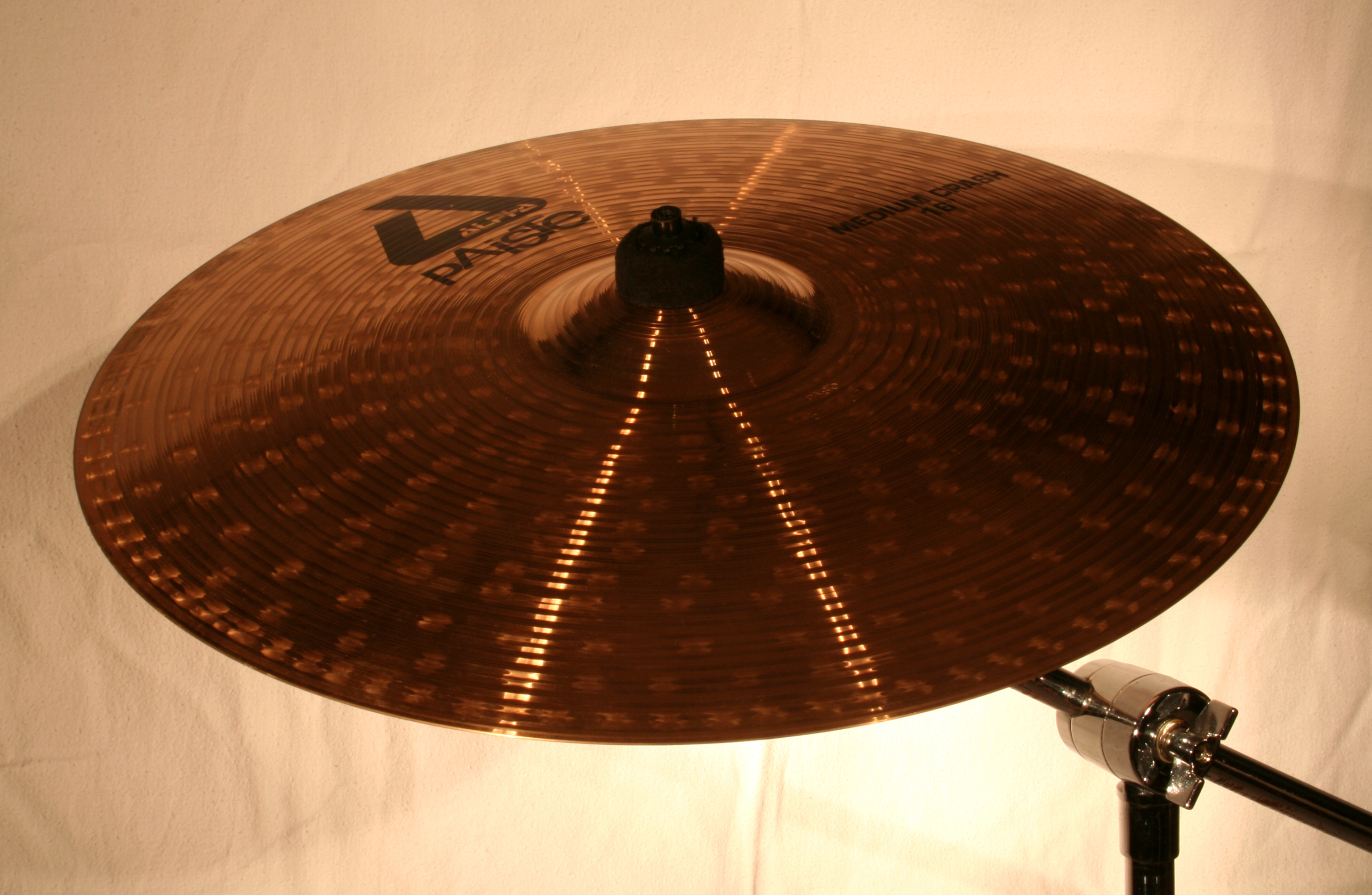

몸울림악기(영어: idiophone) 또는 체명악기(體鳴樂器)는 직접 악기 몸통이 진동하여 소리를 내는 악기를 말한다. 이는 1914년 독일 사람이며 음악학자인 에리히 폰 호른보르텔(독일어: Erich Moritz von Hornbostel)과 쿠르트 작스(독일어: Curt Sachs)가 발표한 악기의 분류법에 따른 것이다.

## 주요 악기
- 공
- 글로켄슈필
- 꽹과리
- 래칫
- 루테
- 박
- 부
- 운라
- 마라카스
- 마림바
- 슬레이벨
- 실로폰
- 심벌즈
- 아고고
- 어
- 우드블록
- 유리 하모니카
- 음비라
- 자바라
- 주즈하프
- 징
- 축
- 캐스터네츠
- 트라이앵글
- 카바사
- 카우벨
- 카혼
- 클라베
- 튜블러 벨
- 편경
- 편종
- 핑거 심벌즈